# Германский план вторжения в США
Германский план вторжения в США — теоретическая проработка схемы действий в случае германо-американской войны, разработанная по приказу императора Вильгельма II в начале XX века. План предполагал трансконтинентальную операцию с высадкой на территории США германских войск и оккупации ряда районов страны. Было составлено несколько вариантов плана, но в итоге, в связи с осложнением политической обстановки в Европе и усилением американского флота, план был сочтён нереализуемым, и в 1906 году дальнейшее планирование было прекращено.

## История
В XIX столетии политические отношения Соединенных Штатов Америки и Германской Империи были осложнены рядом колониальных кризисов. Так, в 1889 году из-за взаимных германских и американский претензий на Самоа едва не разразился полномасштабный военный конфликт. Германия также предъявляла претензии на Филиппины, перешедшие к Соединенным Штатам после испано-американской войны 1898 года, и пыталась в экстренном порядке перекупить острова у Испании в тот период, когда американские оккупационные силы ещё не прибыли. В дальнейшем Германия пыталась утвердиться в странах Карибского бассейна, претендуя на присутствие на Кубе и в Пуэрто-Рико.
В результате, несмотря на значительное расстояние, разделявшее обе стороны, вероятность военного конфликта между США и Германской Империей рассматривалась в то время как достаточно высокая. Обе стороны активно строили и расширяли свои колониальные империи, но возможности к беспрепятственному расширению таковых были уже ограничены ввиду практически завершившегося колониального раздела мира. Дальнейшее расширение колониальных владений было возможно только путём вытеснения из таковых прежних владельцев.
В 1897 году кайзер Вильгельм II настоял на разработке плана военных действий против американской метрополии, на тот случай, если столкновение колониальных планов Германии и Соединенных Штатов приведет к открытой конфронтации.

## Стратегия
С 1897 года по 1906 год, когда планы вторжения в американскую метрополию были официально отменены, было разработано несколько вариантов действий. Схемы различались составом задействованных сил, целями и масштабом операций.

### Схема I (1897)
Первый план военных действий против США был разработан лейтенантом германского флота Эберхардом фон Мантли в 1897—1898 году. Считается, что основным архитектором стратегии был адмирал Альфред фон Тирпиц, незадолго до этого назначенный военно-морским секретарём и только что вернувшимся из поездки в США.
Первоначальный вариант плана предусматривал довольно ограниченные конечные цели и не предполагал выходить за рамки исключительно морской кампании. Согласно разработанной схеме, германский флот должен был пересечь Северную Атлантику и действовать всеми силами против Хэмптон-Роудс, где располагались основные верфи и арсеналы ВМФ США. Разгромив или вынудив отступить прикрывавшие регион военно-морские силы американцев, германский флот должен был бомбардировкой с моря (и, возможно, набеговыми действиями небольших десантов морской пехоты) уничтожить верфь Norfolk Naval Shipyard, огромный судостроительный массив в Ньюпорт-Ньюс и атаковать другие значимые верфи в районе. Разрушение этого региона, по мнению Мантли, должно было критически подорвать американские судостроительные возможности. Также предполагалось затем нанести удары по Портсмуту. Гавань Нью-Йорка, хотя и рассматривалась изначально, была исключена из списка возможных целей ввиду наличия мощных береговых укреплений, способных нанести тяжелый урон атакующему флоту.
После уничтожения основных американских судостроительных предприятий германский флот должен был поддерживать блокаду американских портов до тех пор, пока в ходе переговоров американцы не согласятся на оптимальные для немцев условия мира.
План был рассмотрен кайзером Вильгельмом II, но был сочтён не соответствующим текущим возможностям германского флота. Хотя Германия направила эскадру к Филиппинам в 1898 году и пыталась оспорить захват островов американцами, кайзер решил воздержаться от открытой конфронтации, ошибочно считая, что американцы не сумеют справиться с поддерживаемым немцами партизанским движением филиппинцев и вынуждены будут оставить острова. Но в 1899 году американцы подавили сопротивление филиппинских повстанцев и установили эффективный контроль над островами.

### Схема II (1899)
В 1899 году, когда стало ясно, что США установили прочный контроль над бывшими испанскими колониями, была разработана вторая версия плана. На этот раз план уже не предполагал ограничиться только атаками на судостроительные предприятия (было сочтено, что подобные атаки не окажут достаточного влияния на военный флот США), а предполагал амфибийное вторжение на американскую территорию.
Согласно второй версии плана, флот из 60 военных кораблей должен был перейти Атлантику, сопровождая 40—60 транспортов, везущих 68 тыс. тонн угля, 100 тыс. человек личного состава и значительное количество полевой и осадной артиллерии с боеприпасами. После нанесения поражения американским военно-морским силам в бою, немецкий флот должен был высадить десант на мысе Кейп-Код, откуда предполагалось нанести удар наземными войсками по Бостону, а также провести высадку крупного отряда на косе Санди-Хук, откуда должно было проводиться наступление на Нью-Йорк. Задачей войск было быстро захватить приморские укрепления, после чего германские корабли должны были атаковать Манхэттен и обстрелять порт Нью-Йорка.
В 1900 году кайзер одобрил план, заявив, однако, что переброска войск в США прямо из Германии непрактична, и лучше всего создать промежуточную базу на Кубе. Германский флот считал подобное возможным, но армейские генералы были настроены критически. Альфред фон Шлиффен сильно сомневался в успехе плана, заявив, что 100 тыс. солдат «может быть, хватит для захвата Бостона», но совершенно точно не хватит для захвата трёхмиллионного Нью-Йорка. Кроме того, подсчёт доступного тоннажа показал, что германское судоходство не сможет ни разом перекинуть 100 тыс. человек со всем снаряжением и довольствием, ни снабжать их на территории Америки.

### Схема III (1903)
В августе 1901 года адмирал Тирпиц направил секретную депешу германскому военно-морскому атташе в США с приказом обследовать рассматривавшиеся в плане районы высадки. По результатам инспекции, Кейп-Код был сочтён для операции непригодным из-за многочисленных отмелей, ограничивающих перемещение крупных кораблей, и внимание было перенесено на Мономет-Пойнт в штате Массачусетс. Тирпиц постулировал, что Мономет-Пойнт представляет собой оптимальную точку для высадки десанта: близость фарватера позволяла наземным войскам пользоваться поддержкой артиллерии кораблей, ближайшие холмы представляли удобные позиции для закрепления и развертывания германских сил для последующего марша на расположенный на расстоянии 72 километров Бостон. Кроме того, германской разведке удалось ознакомиться с американскими планами береговой обороны, которые указывали на Мономет-Пойнт как на одно из наиболее уязвимых мест и косвенно подтверждали немецкие расчеты.
На основании этой информации в 1902—1903 году была составлена третья версия схемы. На этот раз схема учитывала кроме собственно военных аспектов ещё и политический расклад, усиление американской обороны и подобные параметры. Основой плана теперь был захват первым ударом Кубы и Пуэрто-Рико как промежуточных баз, с которых должно было развернуться двойное наступление на Бостон (от удара по Нью-Йорку было решено отказаться).
В итоге был сделан вывод, что вторжение возможно только при соблюдении двух условий:
- отсутствие риска возникновения в Европе затрагивающего Германию конфликта;
- сохранение текущего состояния слабой готовности к войне для Соединенных Штатов.

Оба этих параметра уже были подвергнуты сомнению. Политическая обстановка в Европе непрерывно ухудшалась, и с подписанием в 1904 году англо-французского оборонительного пакта, стало очевидно, что Германия не сможет «развязать руки» в отношении США раньше, чем разрешится ситуация в Европе. Боеспособность же американской военной машины стремительно возрастала, и превосходство германского военного флота над американским существенно сократилось.
Кризис в Венесуэле в 1903 году наглядно продемонстрировал, что США намерены любыми силами не допустить утверждения Германии или любой другой европейской державы в Западном полушарии и не остановятся перед применением силы. В непрерывно меняющейся международной обстановке кайзер Вильгельм II счёл, что конфликт с Америкой, даже победоносный, не оправдает себя, и в 1906 году планы вторжения были отменены.

## Соотношение сил
| Сторона            | США                    | США                  | США                    | США                             | Германская империя     | Германская империя   | Германская империя     | Германская империя              |
| ------------------ | ---------------------- | -------------------- | ---------------------- | ------------------------------- | ---------------------- | -------------------- | ---------------------- | ------------------------------- |
| Год/класс кораблей | Эскадренные броненосцы | Броненосные крейсера | Бронепалубные крейсера | Лёгкие силы (включая подводные) | Эскадренные броненосцы | Броненосные крейсера | Бронепалубные крейсера | Лёгкие силы (включая подводные) |
| 1898               | 5                      | 2                    | 9                      | 7                               | 5                      | 0                    | 6                      | 11                              |
| 1900               | 7                      | 2                    | 9                      | 26 (1)                          | 6                      | 1                    | 9                      | 21                              |
| 1902               | 11                     | 2                    | 9                      | 48 (1)                          | 12                     | 2                    | 16                     | 36                              |
| 1904               | 13                     | 2                    | 14                     | 51 (8)                          | 14                     | 4                    | 21                     | 47                              |
| 1906               | 17                     | 7                    | 18                     | 51 (8)                          | 19                     | 6                    | 25                     | 55 (1)                          |

Следует учитывать, что в то время как германский флот был постоянно сосредоточен в германских портах, американский флот в начале XX века был разделён на две части — Тихоокеанский и Атлантический — и до введения в строй Панамского канала, который был введен в строй только в 1913 году, не мог быстро сконцентрировать свои силы в случае внезапного нападения. Немцы рассчитывали, что германскому конвою потребуется 25 дней на то, чтобы пересечь Атлантику (6 тысяч километров при средней скорости транспортов порядка 5—6 узлов). Американским военным кораблям из Сан-Диего потребовалось бы более двух месяцев чтобы добраться до Нью-Йорка в обход Огненной Земли (25 тысяч километров) даже без учёта необходимых остановок для пополнения запаса угля. В результате образовывалось бы неминуемое «окно», в течение которого германский флот обладал бы численным перевесом над американским в Атлантике.

## Американские планы противодействия
Хотя американцы не имели прямого представления о германских планах, они, тем не менее, рассматривали Германию как потенциального противника. В стратегических планах США Германия обозначалась как «чёрный». В целом американцы предполагали, что Германия может решиться на войну с США в том случае, если ей удастся тем или иным способом (путём заключения альянса или путём аннексии) завладеть территориями иных европейских держав в Карибском море и использовать их как промежуточные базы.
План исходил из того, что германский флот превосходит американский. Предполагалось собрать основные силы флота в Новой Англии и воздействовать с помощью активных минных постановок, миноносных сил и (позднее) подводных лодок на потенциальные германские плацдармы. План дорабатывался и развивался до 1918 года, когда крах Германской империи и самозатопление германского флота в Скапа-Флоу положило конец любой мыслимой германской угрозе для американской метрополии.